# Arató Péter (villamosmérnök)
Arató Péter (Budapest, 1942. február 3. –) Széchenyi-díjas magyar villamosmérnök, informatikus, egyetemi tanár, a Magyar Tudományos Akadémia rendes tagja. Kutatási területe a digitális technika és a logikai szintézis. 1998 és 2001 között a Budapesti Műszaki Egyetem (2000-től Budapesti Műszaki és Gazdaságtudományi Egyetem) Informatikai Központja igazgatója, majd 2005-ig az egyetem Villamosmérnöki és Informatikai Karának dékánja.

## Életpályája
1960-ban érettségizett, majd felvették a Budapesti Műszaki Egyetem Villamosmérnöki Karára. Itt szerzett mérnökdiplomát 1965-ben. Ennek megszerzése után az egyetem folyamatszabályozási tanszékén kapott tanársegédi állást. Később adjunktusként dolgozott a tanszéken. 1977-ben vehette át egyetemi docensi, 1986-ban pedig egyetemi tanári kinevezését. Két évvel később a tanszék (későbbi nevén irányítástechnika és informatika tanszék) vezetésével is megbízták. A tanszéket 2007-ig vezette. Közben 1986 és 1988 között az egyetem Villamosmérnöki Karának dékánhelyettese volt. 1998-ban az egyetem Informatikai Központjának igazgatója lett, majd 2001-ben az addigra Villamosmérnöki és Informatikai Karnak nevezett szervezeti egység dékánjává választották. Tisztségét 2005-ig viselte. Emellett 1990–1991-ben a Karlsruhei Egyetem vendégprofesszora volt. 1997 és 2000 között Széchenyi professzori ösztöndíjjal kutatott.
1975-ben védte meg a műszaki tudományok kandidátusi, 1985-ben akadémiai doktori értekezését. Az MTA Automatizálási és Számítástechnikai Bizottságának lett tagja. A bizottságnak 1986 és 1994 között titkára, majd 1999-ig elnöke volt. Emellett az Elektronikus Eszközök és Technológiák Bizottságába és az Informatikai Bizottságba is bekerült. 1997 és 2000 között az akadémia közgyűlési képviselője volt. 2001-ben megválasztották a Magyar Tudományos Akadémia levelező, 2007-ben rendes tagjává. Közben a Doktori Tanácsba is bekerült. Akadémiai tisztségei mellett a Magyar Mérnökakadémia alapító tagja. 1996 és 1999 között a Villamos- és Elektronikai Mérnökök Intézete (IEEE, Institute for Electrical and Electronical Engineers) magyar nemzeti bizottságának elnöke, 2001 és 2006 között a Neumann János Számítógép-tudományi Társaság alelnöke volt. Emellett a Méréstechnikai, Automatizálási, Informatikai Tudományos Egyesület elnökségi tagja.

## Munkássága
Fő kutatási területei a digitális technika és a logikai szintézis. Jelentős a munkássága a pipeline-típusú struktúrák logikai szintézise és hardver/szoftver együttes tervezési módszerei területén is.
Nevéhez fűződik a nem teljesen határozott sorrendi hálózatok szintézisére vonatkozó új módszer kidolgozása, jelentős módszertani újításokat vezetett be a pipeline működésű célarchitektúrák magas szintű logikai szintézise területén. Emellett magas szintű logikai szintézis-algoritmusokat alkalmazott a hardver–szoftver együttes tervezése (codesign) és a rendszerszintű szintézis területén. Addigi kutatásait 2001-ben a High Level Synthesis of Pipelined Datapaths című könyvben foglalta össze társszerzőkkel. A könyvben összefoglalt eredményekből kiindulva a következő eredményeket érte el a 2000-es években: kidolgozta és alkalmassá tette a PIPE magas szintű szintéziseszközt összetettebb/komplexebb funkcionális egységek hardver- és szoftverszempontból egyaránt adaptálható (IP-k) optimális felhasználására. Eredményeit felhasználta a pipeline működésű struktúrák rendszerszintű (hierarchikus) szintézisére.
Több mint száztíz tudományos publikáció szerzője vagy társszerzője. Kutatócsoportjának egyes publikációi nemzetközi folyóiratokban jelentek meg. Munkáit elsősorban angol és magyar nyelven adja közre.

## Díjai, elismerései
- Nívódíj (1988)
- Kiváló Feltaláló (1990)
- Csáki Frigyes-díj (2002)
- Simonyi Károly-díj (2008)
- A Magyar Köztársasági Érdemrend középkeresztje (2011)
- Széchenyi-díj (2012)

## Főbb publikációi
- A Combination Network Synthesis Method Based on Treshold Logic (1976)
- Számítógépek és alkalmazásuk (1980)
- Vezérlő egységek logikai tervezése előírt bemeneti és kimeneti változások alapján (1984)
- Logikai rendszerek tervezése (1985)
- Specification and Realisation of Logic Control Procedures on the Basis of Prescribed Input Output Changes (1987)
- A High-Level Datapath Sythesis Method for Pipelined Structures (társszerző, 1994)
- Evaluation of an Integrated High-Level Synthesis Method Embedded System Application (társszerző, 1997)
- Effective Graph Generetion from VHDL Description (Visegrády Tamással, 1998)
- High-Level Synthesis of Pipelined Datapaths (társszerző, 2001)
- Algorithmic Aspects of Hardware/Software Partitioning (társszerző, 2005)